# Kathi Appelt
Kathi Appelt (Fayetteville, 6 de julio de 1954) es una escritora estadounidense, autora de más de cuarenta libros para niños y jóvenes. Ganó el premio anual PEN USA de Literatura Infantil por su novela The Underneath (2008).

## Biografía
Kathi Appelt nació en Fayetteville, Carolina del Norte, y creció en Houston, Texas. Se graduó en la Universidad de Texas A&M. Appelt es autora de más de cuarenta libros. Escribe novelas, libros ilustrados, poesía y no ficción para niños y jóvenes. Sus libros han sido traducidos a varios idiomas como español, chino, francés y sueco.
Su primera novela fue The Underneath, ilustrada por David Small y publicada por Simon & Schuster en 2008. Relata la historia de un gato y un perro que viven principalmente bajo una vieja casa en un bayou. Por ese trabajo recibió el premio anual de Literatura Infantil del PEN Center USA y también fue finalista del Premio Nacional del Libro y de la Medalla Newbery de la Asociación Americana de Bibliotecas.

## Obras notables
- The Underneath, ilustrado por David Small (Simon & Schuster, 2008)
- Brand-New Baby Blues, ilustrado por Kelly Murphy (HarperCollins, 2009)
- Keeper, ilustrado por August Hall (Atheneum Books, 2010)
- Maybe a Fox, (Atheneum Books, 2016)[4]
- Down Cut Shin Creek: The Pack Horse Librarians of Kentucky (Purple House Press, 2019)